# Jorge Bechara
Jorge Bechara   (Buenos Aires, 1 de desembre de 1969) és un director de cinema i guionista argentí.

## Trajectòria
Després d’estudiar a l’Instituto de Arte Cinematográfico de Avellaneda ss'especialitza en ficció audiovisual, primer en Artear Canal 13, després integrant l'equip de direcció de Pol-Ka Producciones.
Director assistent a Verdad Consecuencia, Carola Casini, Gasoleros, Campeones de la vida, El sodero de mi vida, 099 Central i Epitafios HBO entre altres ficcions prime time com Locas de amor i Amas de casa desesperadas de Buena Vista International.
Dirigeix cicles Prime time com Primicias, 099 Central, Soy gitano, Hombres de honor, Sos mi vida, Son de fierro, El hombre que volvió de la muerte, Amas de casa desesperadas, Por amor a vos i Enseñame a vivir, Malparida, Herederos de una venganza, Lobo, Sos mi hombre, Farsantes, l’unitari anual de Fundación Huésped, Una vida posible, Ultimátum i Cuéntame cómo pasó per Televisión Pública Argentina,  Bia i Bia: Un mundo al revés per The Walt Disney Company Latin America. Consell Professional a Directores Argentinos Cinematográficos. Showrunner El primero de nosotros per Paramount Networks Americas. Guionista Un crimen argentino per Warner Bros. Pictures.
Showrunner
- El primero de nosotros (60 episodis) (2022) (Paramount+) ( Telefe)

Director
- Bia: Un mundo al revés (2021) (Disney+) (The Walt Disney Company Latin America)
- Bia (120 episodis) (2019/2020) (The Walt Disney Company Latin America)
- Cuéntame cómo pasó (80 episodis) (2017)
- Ultimátum (12 episodis) (2016)
- Una vida posible (2013)
- Farsantes (31 episodis) (2013)
- Sos mi hombre (40 episodis) (2012/13)
- Lobo (telenovel·la) (42 episodis) (2012)
- Herederos de una venganza (146 episodis) (2011/2012)
- Malparida (135 episodis) (2010)
- Enseñame a vivir (36 episodis) (2009)
- Por amor a vos (15 episodis) (2008)
- Amas de casa desesperadas (16 episodis) (2008) (Buena Vista International)
- El hombre que volvió de la muerte (2007) (7 episodis) (2007)
- Son de Fierro (132 episodis) (2007/2008)
- Sos mi vida (24 episodis) (2006)
- Hombres de honor (100 episodis) (2005)
- Botines (miniserie) (El Diario de Carla) (2005)
- Padre coraje (1 episodi) (2004)
- Locas de amor (1 episodi) (2004)
- Soy gitano (59 episodis) (2003)
- 24 hs en la city (film) (director de un segmento) (2003)
- 099 Central (24 episodis) (2002)
- El sodero de mi vida (28 episodis) (2001)
- Primicias (36 episodis) (2000)
- Campeones de la vida (50 episodis) (1999/2000)
- Gasoleros (21 episodis) (1998)
- Verdad Consecuencia (1 episodi) (1997)

- "Esto no está bien" (videoclip) Héroes y Tumbas (1994)
- "Como relámpago en la oscuridad" (videoclip) Logos (1993)

- "Fuego Libre" (1992) (Curt)

Assistent de direcció
- Amas de casa desesperadas (Buena Vista International) (2006)
- Botines (2005)
- Locas de amor (2004)
- Epitafios (HBO) (2004)
- Soy gitano (2003)
- El sodero de mi vida (2001)
- Campeones de la vida (1999/2000)
- Gasoleros (1998)
- Carola Casini (1997)
- Verdad Consecuencia (1997)

## Filmografia
Guionista
- Un crimen argentino (2022)
- 24 hs en la City (2003).
- Cacería (2002)

Assistent de direcció
- 18-J (film) (2004)
- Más allá del límite (1995) (Film)
- La terraza (1992) (migmetratge)
- Malevo (1990) (curt)
- Pasado en alquiler (1990) (curt)

Segon assistent de direcció
- Juego limpio (1992)

Actor
- Doble filo (2006) (telefilm) …Matón 1

## Premis i reconeixements
- Premi Sur Academia de las Artes y Ciencias Cinematográficas de la Argentina Millor guió adaptat Un crimen argentino[4]
- Premi Martín Fierro APTRA Millor Ficció El primero de nosotros
- Premi Cóndor de Plata Asociación de Cronistas Cinematográficos de la Argentina (ACCA) Millor Guió Adaptat Un crimen argentino[5]
- Esment Especial de l'associació Directors d'Obres Audiovisuals per a Televisió (DOAT) a la millor direcció en televisió en la Sèrie Juvenil per Bia
- Premi DAC Directores Argentinos Cinematográficos la trajectòria professional audiovisual
- Premi Martín Fierro de APTRA a la millor direcció de ficció per Cuéntame cómo pasó (nominación)
- Esment Especial de l'associació Directors d'Obres Audiovisuals per a Televisió (DOAT) a la millor direcció en televisió en la rúbrica Ficció Drama per Cuéntame cómo pasó
- Premi Tato de la Cambra Argentina de Productores Independents de Televisió (CAPIT) a la millor direcció de televisió en la rúbrica Drama per Cuéntame cómo pasó (nominació)
- Premi Martín Fierro APTRA a la Millor direcció de ficció per Farsantes
- Premi Tato de la Cambra Argentina de Productores Independents de Televisió (CAPIT) a la millor direcció de televisió en la rúbrica Drama per Farsants
- Premi Martín Fierro APTRA a la Millor direcció en ficció per Malparida (nominació)